# Frédérick Tristan
Frédérick Tristan, född 11 juni 1931 i Sedan i Ardennes, död 2 mars 2022 i Dreux i Eure-et-Loir, var en fransk författare och poet.

## Verksamhet
Frédérick Tristan reste mycket både i världen och det imaginära, bland annat i Laos, Vietnam, Kina (1964–1986). Han var gift med Marie-France Tristan, specialist på poeten Giambattista Marino. 
Tristan fick Goncourtpriset 1983 för romanen Les Égarés, vilket är det enda av hans verk som finns på svenska (2014). År 2000 erhöll han Société des gens de Lettres stora litteraturpris för sin livsgärning. Med Le Retournement du gant från 2000 förklarade han sitt arbete i en rad intervjuer med kritikern Jean-Luc Moreau. 
Tristan deltog i Joel Picton grafiska forskning 1952. Dessa grafiska verk mellan det abstrakta och det drömlika ställdes ut inom ramen för Unesco och L'Institut mémoires de l'édition contemporaine IMEC.
Från 1983 till 2001 var han professor i förkristen ikonografi och renässansikonografi vid École des nouveaux métiers de la communication ICART i Paris. Alla hans verk (manuskript, utgivna och översatta böcker, ljud och visuell dokumentation, recensioner, etc) finns på IMEC. 
”Frédérick Tristans böcker saknar motstycke i Frankrike, en stor generositet av intriger, vändningar och teman.” skrev Bernard Pivot i tidskriften Lire. Genom sitt arbete, kan Frederick Tristan betraktas som ett samtida vittne till den paradoxala tanken.

### Poesi
- L’Ostiaque
- L’Anthrope, 1951–1953
- Passage de l’ombre
- Encres et écritures (2010)

### Essäer
- Les Premières Images chrétiennes: du symbole à l’icône
- Les Sociétés secrètes chinoises
- Le Monde à l’envers
- Anagramme du vide
- Don Juan le révolté